# Obscenity
Obscenity (engl.: „Obszönität“) ist eine Death-Metal-Band aus Oldenburg. Die Band spielt typisch amerikanischen Death Metal im Stil der Florida-Szene.

## Geschichte
Die Band wurde 1989 gegründet. Die ersten beiden Alben veröffentlichten Obscenity auf kleinen Musiklabeln wie West Virginia Records (Suffocated Truth, 1992), die die Band nicht weiterbringen konnten. Mit dem Plattenvertrag bei dem deutschen Label Morbid Records wurde die Band endlich einem breiteren Publikum bekannt. Nach zehn Jahren der Zusammenarbeit mit Morbid Records wurde der Vertrag im Jahr 2006 aufgelöst. Die Band ist seit 2006 bei Armageddon unter Vertrag. Einige Obscenity-Mitglieder haben ein Nebenprojekt mit dem Namen The Now Noise gegründet. Der langjährige Bassist Alexander Pahl ist Ende 2006 aus der Band ausgeschieden, um sich seiner zweiten Band Dew-Scented voll widmen zu können. Schlagzeuger Marc-Andree Dieken ist ebenfalls zu Dew-Scented gewechselt. Ein Nachfolger wurde noch nicht gefunden.
Im Mai 2009 ist Sänger Oliver Jauch aus der Band ausgestiegen und hat sein Soloprojekt Shellshock gegründet. Urmitglied Hendrik Bruns schreibt seit Anfang 2010 an neuem Material, um in nächster Zeit mit neuen Bandmitgliedern ein Album mit einem neuen Label Apostasy Records für 2012 zu produzieren.

## Diskografie
- 1992: Age of Brutality (Demo)
- 1992: Suffocated Truth
- 1993: Amputated Souls (Demo)
- 1994: Perversion Mankind
- 1996: The 3rd Chapter
- 1997: Whipped, Raped … Obscene (Video)
- 1998: Human Barbecue
- 1999: Demo-niac
- 2000: Intense
- 2002: Cold Blooded Murder
- 2006: Where Sinners Bleed
- 2012: Atrophied in Anguish
- 2016: Retaliation
- 2018: Summoning the Circle